# WTA de Indian Wells de 2013
O WTA de Indian Wells de 2013 foi um torneio de tênis feminino disputado em quadras duras na cidade de Indian Wells, nos Estados Unidos. Esta foi a 25ª edição do evento, realizada no Indian Wells Tennis Garden.

## Distribuição de pontos e premiação

### Pontuação
| Evento  | V   | F   | SF  | QF  | Quarta rodada | Terceira rodada | Segunda rodada | Primeira rodada | Q  | Q2 | Q1 |
| Simples | 700 | 450 | 250 | 140 | 80            | 50              | 5              | 30              | 20 | 1  |    |
| Duplas  | 700 | 450 | 250 | 140 | 80            | 5               | —              | —               | —  | —  |    |

### Premiação
| Evento   | V          | F        | SF       | QF       | Round of 16 | Round of 32 | Round of 64 | Round of 128 | Q2     | Q1     |          |          |         |         |         |        |   |   |   |   |
| Simples  | $1,000,000 | $500,000 | $225,000 | $104,000 | $52,000     | $26,000     | $16,000     | $11,000      | $2,515 | $1,285 |          |          |         |         |         |        |   |   |   |   |
| Duplas * | $1,000,000 | $500,000 | $225,000 | $104,000 | $52,000     | $26,000     | $16,000     | $11,000      | $2,515 | $1,285 | $245,000 | $125,492 | $63,220 | $32,220 | $16,993 | $9,102 | — | — | — | — |

* por dupla

## Chave de simples

### Cabeças de chave
| País | Jogadora                 | Rank1 | Cabeça |
| ---- | ------------------------ | ----- | ------ |
| BLR  | Victoria Azarenka        | 2     | 1      |
| RUS  | Maria Sharapova          | 3     | 2      |
| POL  | Agnieszka Radwańska      | 4     | 3      |
| GER  | Angelique Kerber         | 6     | 4      |
| CZE  | Petra Kvitová            | 7     | 5      |
| ITA  | Sara Errani              | 8     | 6      |
| AUS  | Samantha Stosur          | 9     | 7      |
| DEN  | Caroline Wozniacki       | 10    | 8      |
| FRA  | Marion Bartoli           | 11    | 9      |
| RUS  | Nadia Petrova            | 12    | 10     |
| SRB  | Ana Ivanovic             | 13    | 11     |
| SVK  | Dominika Cibulková       | 14    | 12     |
| RUS  | Maria Kirilenko          | 15    | 13     |
| ITA  | Roberta Vinci            | 16    | 14     |
| USA  | Sloane Stephens          | 17    | 15     |
| CZE  | Lucie Šafářová           | 18    | 16     |
| RUS  | Ekaterina Makarova       | 19    | 17     |
| SRB  | Jelena Janković          | 21    | 18     |
| CZE  | Klára Zakopalová         | 22    | 19     |
| TPE  | Hsieh Su-wei             | 23    | 20     |
| GER  | Julia Görges             | 24    | 21     |
| USA  | Varvara Lepchenko        | 25    | 22     |
| AUT  | Tamira Paszek            | 26    | 23     |
| GER  | Mona Barthel             | 27    | 24     |
| ESP  | Carla Suárez Navarro     | 28    | 25     |
| RUS  | Anastasia Pavlyuchenkova | 29    | 26     |
| ROU  | Sorana Cîrstea           | 30    | 27     |
| BEL  | Kirsten Flipkens         | 31    | 28     |
| RUS  | Elena Vesnina            | 32    | 29     |
| BEL  | Yanina Wickmayer         | 33    | 30     |
| KAZ  | Yaroslava Shvedova       | 34    | 31     |
| CHN  | Peng Shuai               | 35    | 32     |

- 1 Rankings como em 25 de fevereiro de 2013

### Outros participantes
As seguintes jogadoras receberam convites para a chave de simples:
- Jill Craybas
- [[Kimiko Date-Krumm]
- Madison Keys
- Bethanie Mattek-Sands
- Kristina Mladenovic
- Shahar Pe'er
- Maria Sanchez
- Taylor Townsend

As seguintes jogadoras entraram na chave de simples através do qualificatório:
- Mallory Burdette
- Casey Dellacqua
- Stéphanie Foretz Gacon
- Sesil Karatantcheva
- Michelle Larcher de Brito
- Mirjana Lučić-Baroni
- Grace Min
- Garbiñe Muguruza
- Olga Puchkova
- Mónica Puig
- Elina Svitolina
- Lesia Tsurenko

A seguinte jogadora entrou na chave de simples como lucky loser:
- Stefanie Vögele

### Desistências
Antes do torneio
- Petra Cetkovská
- Camila Giorgi (leão no ombro direito)
- Kaia Kanepi
- Li Na
- Sabine Lisicki
- Anna Tatishvili
- Serena Williams (boicote)
- Venus Williams (boicote)
- Aleksandra Wozniak

Durante o torneio
- Victoria Azarenka (lesão no tornozelo direito)
- Samantha Stosur (lesão na panturrilha direita)

## Chave de duplas

### Cabeças de chave
| País | Jogador                | País | Jogador                     | Rank1 | Cabeça |
| ---- | ---------------------- | ---- | --------------------------- | ----- | ------ |
| ITA  | Sara Errani            | ITA  | Roberta Vinci               | 2     | 1      |
| CZE  | Andrea Hlaváčková      | CZE  | Lucie Hradecká              | 9     | 2      |
| RUS  | Nadia Petrova          | SLO  | Katarina Srebotnik          | 15    | 3      |
| RUS  | Ekaterina Makarova     | RUS  | Elena Vesnina               | 15    | 4      |
| USA  | Liezel Huber           | ESP  | María José Martínez Sánchez | 24    | 5      |
| ESP  | Nuria Llagostera Vives | CHN  | Zheng Jie                   | 27    | 6      |
| USA  | Raquel Kops-Jones      | USA  | Abigail Spears              | 31    | 7      |
| USA  | Bethanie Mattek-Sands  | IND  | Sania Mirza                 | 35    | 8      |

- 1 Rankings como em 25 de fevereiro de 2013

### Outros participantes
As seguintes parcerias receberam convites para a chave de duplas:
- Jelena Janković /  Mirjana Lučić-Baroni
- Angelique Kerber /  Andrea Petkovic
- Svetlana Kuznetsova /  Flavia Pennetta
- Petra Kvitová /  Yanina Wickmayer

## Campeões

### Simples
- Maria Sharapova venceu  Caroline Wozniacki 6–2, 6–2

### Duplas
- Ekaterina Makarova /  Elena Vesnina venceram  Nadia Petrova /  Katarina Srebotnik 6–0, 5–7, [10–6]